# Activism
Activismul poate fi descris ca o propagandă activă în serviciul unei doctrine politice sau al unui partid, cu intenția de a aduce o schimbare socială sau politică. 
Această acțiune are loc de obicei cu scopul susținerii unui argument controversat sau a împotrivirii la acesta. Termenii de "activism" și de "activist", folosite într-un context politic, au apărut pentru prima dată în presa belgiană, în 1916, în legătură cu mișcarea flamingană (în franceză flamingant, o mișcare inițiată de preoții din Flandra, sub ocupația franceză, începând cu anul 1792).

## Activismul în România
Activismul a fost și o tactică adoptată de Partidul Național Român din Transilvania, după anul 1905, constând, în principal, în participarea la activitatea parlamentului maghiar cu scopul obținerii votului universal. De la unificarea celor două partide românești din Transilvania (Conferința de la Sibiu, 1881) până în 1905 a fost adoptat principiul pasivismului.

## Tipuri de activism
- Nesupunere civilă
- Activism economic
- Lobby
- Activism media
  - Actism pe internet
- Propagandă
- Protest
  - Demonstrație
  - Acțiune directă
  - Cântece de protest
  - Grevă

## Activismul industriei
Unele grupuri și organizații participă la activism într-o asemenea măsură încât pot fi considerate ca o industrie. În aceste cazuri, activismul este adesea realizat cu normă întreagă, ca parte a activității centrale a unei organizații. Multe organizații din industria activismului sunt fie organizații non-profit, fie organizații neguvernamentale cu obiective și obiective specifice în minte.
Termenul industria activismului a fost adesea folosit pentru a se referi la operațiuni de strângere de fonduri externalizate. Cu toate acestea, organizațiile activiste se implică și în alte activități.. Lobby-ul sau influența deciziilor luate de guvern este o altă tactică activistă. Multe grupuri, inclusiv firmele de avocatură, au desemnat special pentru scopuri de lobby. În Statele Unite, lobby-ul este reglementat de guvernul federal.
Multe sisteme guvernamentale încurajează sprijinul public al organizațiilor non-profit prin acordarea de diferite forme de scutire de impozite pentru donații către organizațiile caritabile. Guvernele pot încerca să refuze aceste beneficii activiștilor prin restrângerea activității politice a organizațiilor scutite de taxe.